# 해신 (전한)
해신(奚信, ? ~ 기원전 140년?)은 전한 전기 ~ 중기의 제후로, 개국공신 해의의 아들이다.

## 행적
문제 11년(기원전 169년), 해의의 뒤를 이어 성양후(成陽侯)에 봉해졌다.
건원 원년(기원전 140년), 죄를 지어 작위가 박탈되었다. 이때 형벌로 《사기》에서는 귀신에, 《한서》에서는 요참에 처해졌다고 하는데, 귀신은 징역형, 요참은 사형의 일종으로, 한서를 따를 경우 해신은 이때 죽은 것이다.

## 출전
- 사마천, 《사기》 권18 고조공신후자연표
- 반고, 《한서》 권16 고혜고후문공신표

| 선대 아버지 성양정후 해의 | 전한의 성양후 기원전 169년 ~ 기원전 140년 | 후대 (124년 후) 성양절후 조림 |